# Vallis Rheita
Vallis Rheita – dolina księżycowa o długości 445 km, której środek ma współrzędne selenograficzne 42,5° S; 51,5° E. Dolinę nazwano na cześć czeskiego astronoma Antona Schyrleusa, nazwa została zatwierdzona przez Międzynarodową Unię Astronomiczną w roku 1961.